# 1-十九烷醇
1-十九烷醇是一种有机化合物，化学式为C19H40O，可由十九酸的还原反应制得。它和溴在三苯基膦催化下反应，或和四溴化碳、三苯基膦在二氯甲烷中反应，可以得到1-溴十九烷。它和对甲苯磺酰氯反应，生成相应的酯。